# Palazzo Manso
Il Palazzo Manso è un palazzo storico di Napoli, ubicato in vico Santi Filippo e Giacomo.
Il palazzo venne certamente eretto nel XV secolo, per poi essere modificato numerose volte nei secoli successivi. Appartenne ai Di Capua, conti di Palena. Nel 1643 Giovanni Battista Manso lo acquistò da Andrea Marchese, presidente del Sacro Regio Consiglio, con l'intenzione di accogliervi il Seminario dei Nobili, la cui gestione spettava ai Gesuiti, i quali in anni successivi preferirono acquistare un palazzo più ampio in via Nilo.
Il palazzo presenta una semplice facciata a due piani, alla cui base si innalza il portale a bugne piatte. 
L'ampio cortile è chiuso sul fondo da un imponente portico a tre arcate, sormontato da una terrazza delimitata da una balaustra in piperno e ai cui lati si aprono le due scale.
Rimasto tra le proprietà del Real Monte Manso di Scala, è stato sottoposto a un mirabile restauro tra il 2016 e il 2017, commemorato da una targa apposta su una delle pareti del cortile.